# Kippenberger hören
Kippenberger hören ist ein Hörstück von Oliver Augst und Rüdiger Carl mit Sven-Åke Johansson. Die am 25. Februar 2011 in der Galerie Bärbel Grässlin, Frankfurt am Main, entstandenen Aufnahmen basieren auf dem 2008 im Auftrag des RBB und Deutschlandradio Kultur entstandenen Hörspiel und erschienen 2011 als Tonträger auf dem Label Whatness. Das Werk collagiert Texte, Musik und Original-Töne von Martin Kippenberger mit Musik von Augst, Carl und Johansson.

## Hintergrund
Rüdiger Carl und Sven-Åke Johansson waren Weggefährten und Freunde Martin Kippenbergers (1953–1997) und hatten gemeinsam mit ihm Aktionen und Performances umgesetzt. Das aus dem Jahr 1986 stammende Künstlerbuch Jazz zum Fixsen des Calma-Trios, welches aus Carl, Kippenberger und Albert Oehlen bestand, stellt ein Zeitdokument dieser Zusammenarbeit dar. Darauf griffen die Künstler bei dem Auftritt bzw. in der später (2016) in Wien realisierten Klanginstallation zurück.
Bereits seit 2008 arbeiteten Augst, Carl und Johansson zusammen und bezogen sich dabei auf Texte Kippenbergers – ganz im Sinn des Künstlers, der selbst auf Arbeiten von Künstlerkollegen zurückgriff und diese neu collagierte. Dem Hörspiel Kippenberger hören, das zunächst am 4. Juli 2008 im Kulturradio des Rundfunks Berlin-Brandenburg gesendet wurde, folgten Liveperformances unter dem Titel Aufstehn/Stuhl kaputt machen/you/yellow/you, so in Wien im Rahmen einer MAK Nite 2009.
Auf Texten und O-Tönen des Künstlers Martin Kippenbergers, der lange Phasen seines Lebens in Wien und Graz verbrachte, fußte ebenso wie die Hörspiel-Produktion auch die mehrstündige Klanginstallation, die Oliver Augst gemeinsam mit Rüdiger Carl und Sven-Åke Johansson entwickelte. Die Installation war im Sommer 2016 am Donaukanal in Wien zu erleben. Sie galt als eine Weiterentwicklung des ursprünglichen Konzepts und „stellte sich gleichzeitig als eine Rückkehr Kippenbergers in den öffentlichen Raum Wiens dar.“
„Iß nicht zu viel vom Topfenstrudel / Er könnt dich verstopfen, Trudel!“ oder „Heute denken / Morgen fertig“ sind Beispiele für die absurden Gedichte, für die Kippenberger bekannt ist. Die Sprache gilt als Konstante in seinem Œuvre, in Form von langen Reden, Kalauern, Reimen, Zitaten, aberwitzigen Bildtitel-Erfindungen und Slogans, die er unterschiedlichsten Quellen entlehnte. Neu vertonte Gedichte wurden um O-Töne von Kippenberger ergänzt.

## Titelliste
- Oliver Augst, Rüdiger Carl, Sven-Åke Johansson – Kippenberger Hören (Whatness 009)[3]

1. Kippenberger Hören: Aufstehen / Stuhl kaputt machen / You / Yellow / You 52:06

## Rezeption
Das Hörspiel Kippenberger hören wurde mehrfach ausgestrahlt, so 2009 beim Schweizer Radio DRS und 2014 bei Ö1. Weiterhin wurde es 2009 im MAK Museum für angewandte Kunst Wien, 2015 im Museum Folkwang Essen, 2016 im Kunstforum Wien sowie 2019 in der Bundeskunsthalle Bonn (Moderation Max Dax) live aufgeführt.
Die Jury der Deutschen Akademie der Darstellenden Künste hat Kippenberger hören zum Hörspiel des Monats Juli 2008 benannt. In der Begründung der Jury hieß es:
"»Kippenberger hören« überzeugte die Jury als eine kongeniale Beschwörung des genialischen 1997 verstorbenen [Künstlers] in einem rasanten Hörstück. Dem Autor und Komponisten Oliver Augst und dem Free Jazz Musiker Rüdiger Carl gelingt es – mit der weiteren Assistenz des Musikers Sven-Åke Johansson -, den forcierten Hohn Martin Kippenbergers auf die spießbürgerlichen Verhältnisse in einer hochvergnüglichen Text- und Musikcollage präsent zu machen. In dichter Folge, musikalisch strukturiert durch wiederkehrende Versatzstücke wie das wehleidige und skurrile „Aua aua aua – jaja“ oder „aua aua – neenee“, überschneiden und überschlagen sich Originalaufnahmen von Martin Kippenberger, Texte absurder Frechheiten, Nonsensgedichte und Passagen des „ironischen Alleinunterhalters mit Unterwanderungsabsicht“. Musik, Kompositionstechnik und Texte unterstreichen die rückhaltlose Verausgabung des Künstlers zum Zwecke der Demontage von Weihestimmung in der Kunst und dem Ziel eines unsentimentalen Durchblicks".
Wer den Berliner Künstler Martin Kippenberger nie live erlebt habe, könne das mit dem Hörspiel Kippenberger hören von Oliver Augst und Rüdiger Carl nun nachholen, meinte Tom Peukert (Tagesspiegel). Hier würde der 1997 verstorbene Maler, Bildhauer, Dichter von Unsinnstexten, Entertainer und Punkmusiker fröhliche Auferstehung feiern. In einer rasanten Text- und Musikcollage mischten sich O-Töne von Kippenberger, Rezitationen seiner Nonsensgedichte und musikalische Statements von der Punkfront im guten, alten West-Berlin. Was Kippenberger gemeint habe, wenn er sich selbst einen „ironischen Alleinunterhalter mit Unterwanderungsabsicht“ nannte, werde hier noch einmal ganz und gar plastisch.